# 7562 Каґіроїно-Ока
7562 Каґіроїно-Ока (7562 Kagiroino-Oka) — астероїд головного поясу, відкритий 30 листопада 1986 року.
Тіссеранів параметр щодо Юпітера — 3,335.